# إرنست تي وير
إرنست تي وير (بالإنجليزية: Ernest T. Weir)‏ هو شخصية أعمال أمريكي، ولد في 1 أغسطس 1875 في بيتسبرغ في الولايات المتحدة، وتوفي في 26 يونيو 1957 في فيلادلفيا في الولايات المتحدة.

## وصلات خارجية
- إرنست تي وير على موقع الموسوعة البريطانية (الإنجليزية)